# Asaroideae
Asaroideae, biljna potporodica, dio porodice kopitnjakovki (Aristolochiaceae).. Na temelju rezultata analiza, Asaroideae, koje su neki autori ograničili da se sastoje od Saruma, Asarum i Thottea, su parafiletske i treba ih ispraviti tako da se isključi Thottea.. Asaroideae i Saururaceae su kopnene, kao i poluvodene do vodene zeljaste trajnice koje nose rizome.
Danas postoje dva tribusa:
1. Sarumeae O.C.Schmidt ex Reveal
2. Asareae Rchb.